# Aloconota appulsa
Aloconota appulsa – gatunek chrząszcza z rodziny kusakowatych i podrodziny rydzenic.

## Taksonomia
Gatunek ten opisany został po raz pierwszy w 1868 roku przez Wilhelma G.H. Scribę pod nazwą Homalota appulsa. 

## Morfologia
Chrząszcz o wydłużonym ciele długości od 1,9 do 2,2 mm. Czerwonobrązowa głowa ma niewielkie oczy, w widoku górnym o prawie połowę krótsze od zaokrąglonych, niekompletnie obrzeżonych listewkowato skroni. Czułki są żółte, krótsze niż u A. pfefferi; długości członów siódmego i ósmego są mniejsze od ich szerokości, a człon przedostatni jest wyraźnie poprzeczny. Przedplecze jest pomarańczowoczerwone, wyraźnie szagrynowane. Owłosienie na jego linii środkowej skierowane jest ku przodowi. Punktowanie pomarańczowych pokryw jest bardzo gęste i niezmodyfikowane (bez chropowatości). Kolor odnóży jest żółty. Stopy tylnej pary mają człon pierwszy znacznie dłuższy od drugiego, a człony drugi i trzeci niewiele dłuższe niż szerokie. Odwłok jest ciemnopomarańczowy z całkowicie zaczernionymi tergitami od trzeciego do piątego. U podstawy czwartego tergitu brak jest poprzecznego wcisku.

## Ekologia i występowanie
Owad preferujący góry, przedgórza i tereny pagórkowate. Zasiedla pobrzeża wód płynących, gdzie bytuje najczęściej wśród żwiru i otoczaków, a rzadziej pod napływkami.
Gatunek palearktyczny, europejski, znany z Francji, Niemiec, Austrii, Włoch, Polski i Czech.